# James Beattie
James Scott Beattie (Lancaster, 27 febbraio 1978) è un dirigente sportivo, allenatore di calcio ed ex calciatore inglese, di ruolo attaccante, direttore sportivo dell'AFC Totton.

## Carriera

### Giocatore

#### Club

##### Blackburn e Southampton
Cresciuto nel Blackburn Rovers, nel 1996 è stato inserito nella rosa della prima squadra. Il debutto in campionato con i Rovers è avvenuto il 12 ottobre 1996, nell'incontro Blackburn Rovers-Arsenal (0-2). Ha militato nelle file dei Rovers per due stagioni, totalizzando quattro presenze in campionato, una in FA Cup e due in Football League Cup.
Nell'estate 1998 si è trasferito al Southampton. Il debutto con i Saints è avvenuto il 16 agosto 1998, nell'incontro di campionato Southampton-Liverpool (1-2). Ha messo a segno la sua prima rete con la maglia dei Saints il 15 settembre 1998, nell'incontro di FA Cup Fulham-Southampton (1-1), siglando la rete del definitivo 1-1 al minuto 62. Nella stagione 2002-2003 ha messo a segno 23 reti in campionato su 38 presenze, risultando il terzo miglior marcatore della competizione dopo van Nistelrooij del Manchester United (25 reti) ed Henry dell'Arsenal (24 reti). Ha militato nelle file dei Saints per sei stagioni e mezzo, totalizzando 204 presenze e 68 reti in Premier League, 15 presenze e 2 reti in FA Cup, 14 presenze e 6 reti in Football League Cup, 2 presenze in Coppa UEFA.

##### Everton e Sheffield United
Il 4 gennaio 2005 è stato ufficializzato il suo trasferimento all'Everton per sei milioni di sterline. Ha debuttato con la nuova maglia l'8 gennaio 2005, nell'incontro Plymouth Argyle-Everton (1-3), gara valida per il terzo turno della FA Cup. Ha messo a segno la sua prima rete con le Toffees il 29 gennaio 2005, nel quarto turno di FA Cup Everton-Sunderland (3-0), siglando la rete del momentaneo 2-0 al minuto 27 del primo tempo. Ha militato nelle file delle Toffees per due stagioni e mezza, totalizzando 76 presenze e 13 reti in campionato, 5 presenze e una rete in FA Cup, 3 presenze in Football League Cup, una presenza e una rete in Champions League e una presenza in Coppa UEFA.
Il 4 agosto 2007 si è trasferito allo Sheffield United per quattro milioni di sterline, scendendo così in seconda serie. Ha debuttato con le Blades l'11 agosto 2007, nell'incontro di campionato Sheffield United-Colchester United (2-2), gara in cui ha siglato la rete del momentaneo 1-0 al minuto 67. Nella prima stagione con le Blades ha messo a segno 22 reti in campionato su 39 presenze, risultando il secondo miglior marcatore del torneo, a pari merito con Phillips del West Bromwich Albion e alle spalle di Ebanks-Blake. Nella stagione successiva ha confermato il buon rendimento della precedente, totalizzando 12 reti nelle 23 presenze in campionato.

##### Stoke City, Rangers e il prestito al Blackpool
Il 12 gennaio 2009 è passato allo Stoke City, tornando così a giocare nella massima serie inglese dopo l'esperienza all'Everton. Ha debuttato con la nuova maglia il 17 gennaio 2009, nell'incontro di campionato Chelsea-Stoke City (2-1). Il 27 gennaio 2009, nell'incontro di campionato Tottenham Hotspur-Stoke City (3-1), ha messo a segno la sua prima rete con la maglia dei Potters, siglando la rete del definitivo 3-1 al minuto 57. Ha militato nelle file dei Potters per una stagione e mezza, totalizzando 38 presenze e 9 reti in campionato, una presenza in FA Cup e una presenza in Football League Cup.
Il 13 agosto 2010 si è trasferito in Scozia, al Rangers. Ha debuttato con la nuova maglia il giorno successivo, nell'incontro di campionato Glasgow Rangers-Kilmarnock (2-1). Trovando poco spazio con i Teddy Bears, il 31 gennaio 2011 si è trasferito in prestito al Blackpool, tornando così in Inghilterra dopo sei mesi. Il debutto con i Seasiders è avvenuto il 2 febbraio 2011, nell'incontro di campionato Blackpool-West Ham United (1-3). Durante l'esperienza con il Blackpool, terminata con la retrocessione del club in Championship, ha totalizzato 9 presenze in campionato.

##### Ritorno allo Sheffield United e Accrington Stanley
Terminato il prestito al Blackpool, è tornato nelle file dei Rangers, con cui ha risolto il proprio contratto il 1º settembre 2011. Rimasto svincolato, si è allenato per un periodo al Bournemouth. Il 25 novembre 2011 è stato ingaggiato dallo Sheffield United, in cui aveva già militato fra il 2007 e il 2009. Il nuovo debutto con le Blades è avvenuto il 27 dicembre 2011, nell'incontro di campionato Sheffield United-Notts County (2-1). Al termine della stagione è rimasto svincolato.
Il 9 novembre 2012 è stato ingaggiato come giocatore-allenatore dall'Accrington Stanley, club militante nella quarta serie inglese. Ha debuttato con la nuova maglia il 16 novembre 2012, nell'incontro di campionato Barnet-Accrington Stanley (1-1). Il 20 novembre 2011 ha messo a segno la sua prima rete con gli Owd Reds, nell'incontro di campionato Fleetwood Town-Accrington Stanley (1-3), siglando la rete del momentaneo 0-1 al minuto 9 del primo tempo. Con questa rete ha interrotto il digiuno da gol che durava dalla stagione 2010-2011. Da giocatore, con il club rosso, ha collezionato 25 presenze e 6 reti in campionato, oltre a due presenze e una rete in FA Cup.

#### Nazionale
Ha giocato nella nazionale inglese Under-21.
Ha debuttato in nazionale maggiore il 12 febbraio 2012, nell'amichevole Inghilterra-Australia (1-3). È sceso in campo, con la Nazionale, nelle qualificazioni agli Europei 2004. Ha collezionato in totale, con la maglia della Nazionale inglese, 5 presenze.

### Allenatore
In seguito all'addio del tecnico Leam Richardson, il 13 maggio 2013 è diventato tecnico dell'Accrington Stanley, terminando così la propria attività da calciatore. Il 12 settembre 2014 ha risolto il proprio contratto. Il 16 giugno 2015 è entrato nello staff del tecnico Garry Monk allo Swansea City. Il 10 dicembre 2015 è stato sollevato dall'incarico, contestualmente all'esonero di Monk. Il 1º luglio 2016 è diventato vice di Monk al Leeds. Il 25 maggio 2017 ha lasciato l'incarico, contestualmente alle dimissioni di Monk. Il 21 giugno 2017 è diventato vice di Monk al Middlesbrough. Il 23 dicembre 2017 è stato sollevato dall'incarico, contestualmente all'esonero di Monk. Il 4 marzo 2018 è diventato vice di Monk al Birmingham City. L'11 agosto 2020, in seguito all'arrivo del nuovo tecnico Aitor Karanka, si è dimesso dall'incarico. Il giorno successivo è diventato vice di Monk allo Sheffield Wednesday. Il 9 novembre 2020 ha rescisso il proprio contratto. Il 25 giugno 2021 è diventato vice di Leam Richardson al Wigan. Il 29 novembre 2022 ha lasciato l'incarico.

## Statistiche

### Presenze e reti nei club
| Stagione                | Squadra                 | Campionato              | Campionato | Campionato | Coppe nazionali | Coppe nazionali | Coppe nazionali | Coppe continentali | Coppe continentali | Coppe continentali | Altre coppe | Altre coppe | Altre coppe | Totale | Totale |
| Stagione                | Squadra                 | Comp                    | Pres       | Reti       | Comp            | Pres            | Reti            | Comp               | Pres               | Reti               | Comp        | Pres        | Reti        | Pres   | Reti   |
| ----------------------- | ----------------------- | ----------------------- | ---------- | ---------- | --------------- | --------------- | --------------- | ------------------ | ------------------ | ------------------ | ----------- | ----------- | ----------- | ------ | ------ |
| 1996-1997               | Blackburn               | PL                      | 1          | 0          | FA+FLC          | 0+1             | 0+0             | -                  | -                  | -                  | -           | -           | -           | 2      | 0      |
| 1997-1998               | Blackburn               | PL                      | 3          | 0          | FA+FLC          | 1+1             | 0+0             | -                  | -                  | -                  | -           | -           | -           | 5      | 0      |
| Totale Blackburn        | Totale Blackburn        | Totale Blackburn        | 4          | 0          |                 | 1+2             | 0+0             |                    | -                  | -                  |             | -           | -           | 7      | 0      |
| 1998-1999               | Southampton             | PL                      | 35         | 5          | FA+FLC          | 2+2             | 0+1             | -                  | -                  | -                  | -           | -           | -           | 39     | 6      |
| 1999-2000               | Southampton             | PL                      | 18         | 0          | FA+FLC          | 1+3             | 0+0             | -                  | -                  | -                  | -           | -           | -           | 22     | 0      |
| 2000-2001               | Southampton             | PL                      | 35         | 11         | FA+FLC          | 4+2             | 1+0             | -                  | -                  | -                  | -           | -           | -           | 41     | 12     |
| 2001-2002               | Southampton             | PL                      | 28         | 12         | FA+FLC          | 0+3             | 0+2             | -                  | -                  | -                  | -           | -           | -           | 31     | 14     |
| 2002-2003               | Southampton             | PL                      | 38         | 23         | FA+FLC          | 7+2             | 1+0             | -                  | -                  | -                  | -           | -           | -           | 47     | 24     |
| 2003-2004               | Southampton             | PL                      | 37         | 14         | FA+FLC          | 1+2             | 0+3             | UEFA               | 2                  | 0                  | -           | -           | -           | 42     | 17     |
| 2004-gen. 2005          | Southampton             | PL                      | 11         | 3          | FA+FLC          | 0+0             | 0+0             | -                  | -                  | -                  | -           | -           | -           | 11     | 3      |
| Totale Southampton      | Totale Southampton      | Totale Southampton      | 204        | 68         |                 | 15+14           | 2+6             |                    | 2                  | 0                  |             | -           | -           | 235    | 76     |
| gen.-giu. 2005          | Everton                 | PL                      | 11         | 1          | FA+FLC          | 2+0             | 1+0             | -                  | -                  | -                  | -           | -           | -           | 13     | 2      |
| 2005-2006               | Everton                 | PL                      | 32         | 10         | FA+FLC          | 3+1             | 0+0             | UCL+UEFA           | 1+1                | 1+0                | -           | -           | -           | 38     | 11     |
| 2006-2007               | Everton                 | PL                      | 33         | 2          | FA+FLC          | 0+2             | 0+0             | -                  | -                  | -                  | -           | -           | -           | 34     | 2      |
| Totale Everton          | Totale Everton          | Totale Everton          | 76         | 13         |                 | 5+3             | 1+0             |                    | 1+1                | 1+0                |             | -           | -           | 86     | 15     |
| 2007-2008               | Sheffield Utd           | FLC                     | 39         | 22         | FA+FLC          | 2+0             | 0+0             | -                  | -                  | -                  | -           | -           | -           | 41     | 22     |
| 2008-gen. 2009          | Sheffield Utd           | FLC                     | 23         | 12         | FA+FLC          | 0+1             | 0+0             | -                  | -                  | -                  | -           | -           | -           | 24     | 12     |
| Totale Sheffield United | Totale Sheffield United | Totale Sheffield United | 62         | 34         |                 | 2+1             | 0+0             |                    | -                  | -                  |             | -           | -           | 65     | 34     |
| gen.-giu. 2009          | Stoke City              | PL                      | 16         | 7          | FA+FA           | 0+0             | 0+0             | -                  | -                  | -                  | -           | -           | -           | 16     | 7      |
| 2009-2010               | Stoke City              | PL                      | 22         | 2          | FA+FLC          | 1+1             | 0+0             | -                  | -                  | -                  | -           | -           | -           | 24     | 2      |
| Totale Stoke City       | Totale Stoke City       | Totale Stoke City       | 38         | 9          |                 | 1+1             | 0+0             |                    | -                  | -                  |             | -           | -           | 40     | 9      |
| 2010-gen. 2011          | Rangers                 | SPL                     | 7          | 0          | SC+SLC          | 1+0             | 0+0             | UCL+EL             | 2+0                | 0+0                | -           | -           | -           | 10     | 0      |
| gen.-giu. 2011          | Blackpool               | PL                      | 9          | 0          | FA+FLC          | 0+0             | 0+0             | -                  | -                  | -                  | -           | -           | -           | 9      | 0      |
| 2011-2012               | Sheffield Utd           | FLO                     | 18         | 0          | FA+FLC          | 1+0             | 0+0             | -                  | -                  | -                  | EFLT        | 0           | 0           | 19     | 0      |
| 2012-2013               | Accrington Stanley      | FLT                     | 25         | 6          | FA+FLC          | 2+0             | 1+0             | -                  | -                  | -                  | -           | -           | -           | 27     | 7      |
| Totale carriera         | Totale carriera         | Totale carriera         | 443        | 130        |                 | 49              | 10              |                    | 6                  | 1                  |             | 0           | 0           | 498    | 141    |

### Cronologia presenze e reti in nazionale
| Cronologia completa delle presenze e delle reti in nazionale ― Inghilterra | Cronologia completa delle presenze e delle reti in nazionale ― Inghilterra | Cronologia completa delle presenze e delle reti in nazionale ― Inghilterra | Cronologia completa delle presenze e delle reti in nazionale ― Inghilterra | Cronologia completa delle presenze e delle reti in nazionale ― Inghilterra | Cronologia completa delle presenze e delle reti in nazionale ― Inghilterra | Cronologia completa delle presenze e delle reti in nazionale ― Inghilterra | Cronologia completa delle presenze e delle reti in nazionale ― Inghilterra |
| Data                                                                       | Città                                                                      | In casa                                                                    | Risultato                                                                  | Ospiti                                                                     | Competizione                                                               | Reti                                                                       | Note                                                                       |
| -------------------------------------------------------------------------- | -------------------------------------------------------------------------- | -------------------------------------------------------------------------- | -------------------------------------------------------------------------- | -------------------------------------------------------------------------- | -------------------------------------------------------------------------- | -------------------------------------------------------------------------- | -------------------------------------------------------------------------- |
| 12-2-2003                                                                  | Londra                                                                     | Inghilterra                                                                | 1 – 3                                                                      | Australia                                                                  | Amichevole                                                                 | -                                                                          | 46’                                                                        |
| 3-6-2003                                                                   | Leicester                                                                  | Inghilterra                                                                | 2 – 1                                                                      | Serbia e Montenegro                                                        | Amichevole                                                                 | -                                                                          | 88’                                                                        |
| 20-8-2003                                                                  | Ipswich                                                                    | Inghilterra                                                                | 3 – 1                                                                      | Croazia                                                                    | Amichevole                                                                 | -                                                                          | 76’                                                                        |
| 10-9-2003                                                                  | Manchester                                                                 | Inghilterra                                                                | 2 – 0                                                                      | Liechtenstein                                                              | Qual. Euro 2004                                                            | -                                                                          |                                                                            |
| 16-11-2003                                                                 | Manchester                                                                 | Inghilterra                                                                | 2 – 3                                                                      | Danimarca                                                                  | Amichevole                                                                 | -                                                                          | 46’                                                                        |
| Totale                                                                     |                                                                            | Presenze                                                                   | 5                                                                          |                                                                            | Reti                                                                       | 0                                                                          |                                                                            |